# TRW Inc.
Die TRW (Thompson Ramo Wooldridge) war ein US-amerikanischer Technologie-Konzern. Das 1901 gegründete Unternehmen wurde 2002 von Northrop Grumman übernommen, die den Automobilbereich TRW Automotive an Blackstone weiterreichte.

## Geschichte
1875 begann Joseph Lucas mit der Herstellung von Schiffslampen in Birmingham. 1897 begann Lucas Industries mit der Herstellung von Zulieferteilen für die Automobilbranche. 1931 gründeten Lucas Industries und Bosch die CAV-Bosch (CAV: Charles Anthony Vandervell (1870–1955), Gründer der CA Vandervell Ltd. in Acton, Großbritannien. Hersteller von Diesel-Einspritzsystemen). Im selben Jahre übernahm das Unternehmen das Bremsengeschäft der Bendix Corporation in England. 1939 übernahm Lucas Industries die Anteile Boschs an der CAV-Bosch. 1943 folgte die Übernahme von New Hudson Co., die Inhaberin des Girling-Bremsenpatents verschmolz mit Bendix und Luvax Stoßdämpfer zu Girling.
Simon Ramo und Dean Wooldridge gründeten 1953 The Ramo-Wooldridge Corporation. 1958 kam es zur Fusion von Thompson Products mit Ramo-Wooldridge zu Thompson-Ramo-Wooldridge. Thompson-Ramo-Wooldridge wurde das erste Unternehmen, das ein Raumschiff baute, die Pioneer 1.
1964 wurde die Rechnersparte in ein Joint-Venture mit Martin Marietta als Bunker Ramo Corporation ausgegründet.
1965 erfolgte die Abkürzung des Firmennamens zu TRW Inc. TRW übernahm United Carr und stieg damit in die Elektronik-/Elektromechanik- und Rückhaltesystembranche ein. Weiterhin erfolgte die Übernahme von Cam Gears im Vereinigten Königreich. TRW entwickelte und lieferte das Abort Guidance System (AGS) der Mondlandefähren der Apollo-Mission. TRW kaufte 1969 Credit Data und stieg damit in die Informationsindustrie ein. 1971 übernahm TRW Ehrenreich. 1972 führte TRW die erste Hilfskraftlenkung in den USA ein. TRW übernahm Repa und stieg damit in das Geschäft mit Insassenrückhaltesystemen ein.
Das von TRW gebaute Viking Biology Instrument suchte 1976 nach Leben auf dem Mars. TRW fusionierte 1977 mit der ESL, Inc. Der ebenfalls von TRW gebaute Satellit Pioneer 10 ist die erste von Menschen gebaute Raumsonde, die den Planeten Jupiter und anschließend den äußeren Bereich des Sonnensystems erreichte. Der erste von TRW gebaute Satellit zur Nachrichtenübermittlung (Tracking and Data Relay Satellite, TDRS) startete 1983 mit STS-6 vom Space Shuttle Challenger. TRW produzierte 1989 den VHSIC SuperChip, die erste, sich selbst reparierende, elektronische Komponente. Eine Auslieferung des ersten Airbag-Systems inklusive Sensoren erfolgte durch TRW. 1995 machte TRW erstmals in seiner Geschichte einen Umsatz von mehr als 10 Mrd. US-Dollar. TRW produzierte weiterhin 1996 das erste Einzelsensorsystem für Front-, Seiten- und Heckaufprall und stieß im selben Jahre das Geschäft mit Informationssystemen ab. Lucas Industries und Varity fusionierten zu LucasVarity. Das Ratinggeschäft wurde 1996 zu Experian abgespalten.
TRW übernahm 1997 die Sparte Airbag- und Lenkradsysteme von Magna International sowie BDM International und die Temic Bayern Chemie Airbag in Aschau am Inn. Diese wurden zur TRW Airbag Systems und brachten den Einstieg in den Bereich der Insassenschutzsysteme. TRW war 1998 der erste Automobilzulieferer der ein komplettes Insassenrückhaltesystem für ein Serienfahrzeug, die Mercedes-Benz M-Klasse, konstruierte, entwickelte und integrierte. TRW lieferte den ersten zweistufigen Generator für Airbags. 1999 übernahm TRW den Automobilzulieferer LucasVarity. TRW verkaufte 2001 das Immobiliengeschäft, welches mit ESL übernommen wurde. TRW war ein US-amerikanisches Unternehmen, das hauptsächlich Rüstungsgüter herstellte, aber auch ein Zulieferer für die Automobilindustrie. Am 12. Dezember 2002 kaufte Northrop Grumman die Rüstungssparte. Die Autoteilesparte war von da an als TRW Automotive eigenständiger Automobilzulieferer und Teil des US-amerikanischen Finanzinvestors Blackstone Group.